# Vjatjeslav
Vjatjeslav, Вячесла́в, latiniserat Wenceslaus, tyska Wenzel, tjeckiska Václav, är ett ryskt mansnamn.

## Personer med namnet Vjatjeslav
- Vjatjeslav Molotov, sovjetisk politiker
- Vjatjeslav Fetisov, rysk idrottsminister, tidigare ishockeyspelare
- Vjatjeslav Bykov, rysk ishockeyspelare
- Vjatjeslav von Plehve, rysk konstnär
- Vjatjeslav Voronin, rysk friidrottare